# Trans-en-Provence

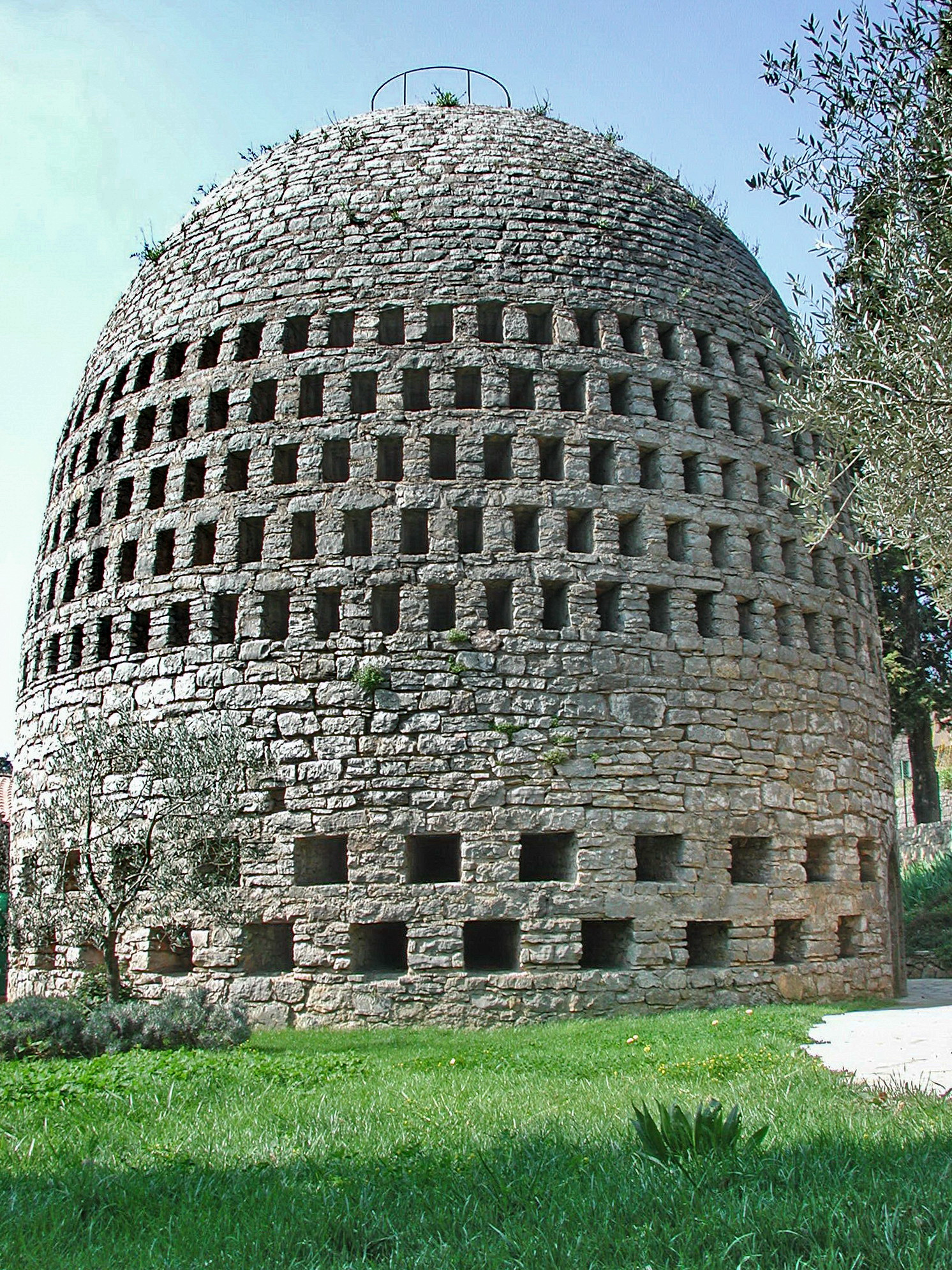
Condenstoren

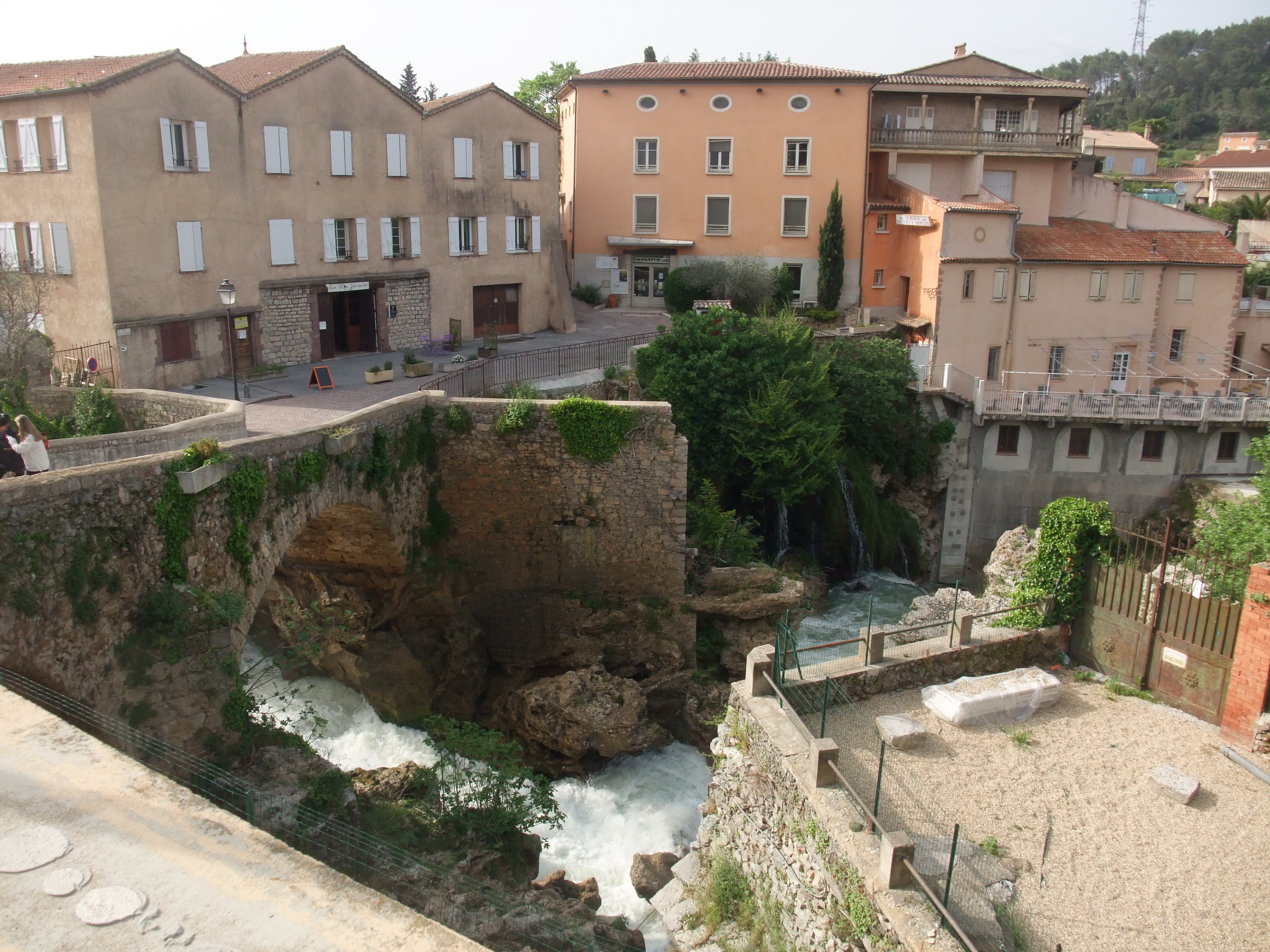

Trans-en-Provence is een gemeente in het Franse departement Var (regio Provence-Alpes-Côte d'Azur) en telt 4780 inwoners (1999). De plaats maakt deel uit van het arrondissement Draguignan.

## Geografie
De oppervlakte van Trans-en-Provence bedraagt 17,0 km², de bevolkingsdichtheid is 281,2 inwoners per km².
De onderstaande kaart toont de ligging van Trans-en-Provence met de belangrijkste infrastructuur en aangrenzende gemeenten.

## Demografie
Onderstaande figuur toont het verloop van het inwonertal (bron: INSEE-tellingen).